# Uniwersytet Georgetown
Uniwersytet Georgetown (ang. Georgetown University) – amerykański prywatny katolicki uniwersytet w Waszyngtonie, w dzielnicy Georgetown. Jego korzenie sięgają 1634, w obecnej formie powstał w 1789 i jest najstarszym uniwersytetem katolickim w Stanach Zjednoczonych. Prowadzi go zakon jezuitów.
Do uniwersytetu należy renomowana szkoła biznesu McDonough School of Business.

## Osoby związane z uniwersytetem
- Madeleine Albright – profesor
- José Manuel Durão Barroso – przewodniczący Komisji Europejskiej, absolwent
- Franciszek Dzierożyński – profesor teologii, rektor Akademii Połockiej
- Bill Clinton – prezydent Stanów Zjednoczonych (1993–2001), absolwent*
- Abd Allah II ibn Husajn – król Jordanii, absolwent
- Filip VI Burbon – król Hiszpanii, absolwent
- Paweł Grecki – ostatni następca tronu Grecji, absolwent
- Agustín de Iturbide y Green – wnuk Agustína de Iturbide, pierwszego cesarza Meksyku, wykładowca języka hiszpańskiego i francuskiego
- Allen Iverson – koszykarz NBA, absolwent
- Kateryna Juszczenko – pierwsza dama Ukrainy, żona Wiktora Juszczenki, absolwentka
- Jan Karski – kurier, świadek Holokaustu, profesor uniwersytetu (1960-2000)
- Željko Komšić – absolwent
- Aleksander Kwaśniewski – były prezydent Polski, wykładowca (od 2006)
- Krzysztof Łazarski – polski historyk i politolog, Profesor nadzwyczajny, wykładowca na Wydziale Ekonomii i Zarządzania Uczelni Łazarskiego w Warszawie.
- Gloria Macapagal-Arroyo – prezydent Filipin, absolwentka
- Radosław Mleczko – podsekretarz stanu w Ministerstwie Pracy i Polityki Społecznej – absolwent programu stypendialnego Pew Fellows w School of Foreign Service Uniwersytetu Georgetown
- Paul Pelosi(inne języki) – inwestor, mąż Nancy Pelosi, absolwent
- Dalia Grybauskaitė – była prezydent Litwy